# Dietrich Pohl
Dietrich Fritz Reinhold Pohl (* 15. August 1959 in Lübeck) ist ein ehemaliger deutscher Diplomat. Er war von 2014 bis 2017 Botschafter in Burkina Faso und von 2019 bis 2025 Botschafter in Mali.

## Leben und Ausbildung
Pohl begann nach dem Abitur in Lübeck 1978 und der Ableistung des Wehrdienstes bei der Bundeswehr 1979 ein Studium der Fächer Rechtswissenschaften und Orientalistik an der Christian-Albrechts-Universität zu Kiel, das er 1984 mit der Ersten Staatsprüfung abschloss. Anschließend absolvierte er von 1984 bis 1987 ein postgraduales Studium der Fächer Rechtswissenschaften und der Orientalistik an der University of Oxford. 1987 schloss er seine Promotion zum Dr. jur. an der Universität des Saarlandes mit der Dissertation Islam und Friedensvölkerrechtsordnung. Die dogmatischen Grundlagen der Teilnahme eines islamischen Staates am modernen Völkerrechtssystem am Beispiel Ägyptens. Zugleich schloss er 1987 auch eine Promotion zum Dr. phil. an der University of Oxford ab.

## Laufbahn
1988 begann Pohl den Vorbereitungsdienst für den höheren Auswärtigen Dienst und war nach dessen Abschluss zwischen 1990 und 1991 zunächst im Auswärtigen Amt sowie danach von 1991 bis 1994 an der Botschaft Kairo in Ägypten tätig. Im Anschluss war er zwischen 1994 und 1997 als Ständiger Vertreter des Botschafters in Skopje, Mazedonien und war nach einer erneuten Verwendung im Auswärtigen Amt von 1999 bis 2003 an der Botschaft Addis Abeba in Äthiopien tätig. Im Anschluss war er von 2003 bis 2006 stellvertretender Referatsleiter im Auswärtigen Amt.
Daraufhin war Pohl zwischen 2006 und 2007 zunächst Leiter des Wirtschaftsdienstes an der Botschaft Teheran im Iran sowie anschließend von 2007 bis 2009 Ständiger Vertreter des Botschafters im Iran. Nachdem er von 2009 bis 2010 als Berater der Stiftung Wissenschaft und Politik (SWP) und der Bundesakademie für Sicherheitspolitik (BAKS) war, war er zwischen 2010 und 2012 Referatsleiter im Auswärtigen Amt. Daraufhin hatte er von 2012 bis 2014 eine Professur für Diplomatie an der deutschsprachigen Andrássy Universität Budapest (AUB) inne und war zugleich Dekan der dortigen Fakultät für Internationale Beziehungen. Von 2014 bis 2017 war Pohl als Nachfolger des in den Ruhestand getretenen Christian Germann Botschafter der Bundesrepublik Deutschland in Burkina Faso. Von 2017 bis 2019 leitete er das Referat für Rechts- und Konsularaufgaben in der Deutschen Botschaft Moskau. Ab dem 8. August 2019 war Pohl Botschafter in Mali und leitete die dortige Botschaft. Im Sommer 2025 trat er in den Ruhestand.

## Veröffentlichung
- Islam und Friedensvölkerrechtsordnung. Die dogmatischen Grundlagen der Teilnahme eines islamischen Staates am modernen Völkerrechtssystem am Beispiel Ägyptens, Dissertation Universität des Saarlandes, Wien 1988, ISBN 3-211-82054-X

## Weblink
- Lebenslauf. In: Webseite der Deutschen Botschaft Bamako. Abgerufen am 30. Januar 2021.